# Kiss Land
Kiss Land – debiutancki album studyjny kanadyjskiego piosenkarza The Weeknda. Wydawnictwo ukazało się 10 września 2013 roku nakładem wytwórni muzycznej XO w kooperacji z Republic Records.
Album dotarł do drugiego miejsca listy Billboard 200 w Stanach Zjednoczonych oraz uzyskał status złotej płyty za sprzedaż 500 tysięcy egzemplarzy. Nagrania były promowane teledyskami do utworów "Kiss Land", "Belong to the World", "Love in the Sky", "Live For" i "Pretty".

## Lista utworów
Opracowano na podstawie materiału źródłowego.
| Nr  | Tytuł utworu                 | Autorzy                                                                                                  | Produkcja                                                              | Długość |
| --- | ---------------------------- | --- | ---------------------------------------------------------------------- | ------- |
| 1.  | „Professional”               | Abel Tesfaye, Danny Schofield, Ahmad Balshe, Jason Quenneville, Rory Quigley, Ema Jolly, Finian Greenall | Danny Boy Styles, The Weeknd, Jason "DaHeala" Quenneville, Harry Fraud | 6:08    |
| 2.  | „The Town”                   | Tesfaye, Schofield, Balshe, Quenneville                                                                  | Danny Boy Styles, The Weeknd, Quenneville                              | 5:07    |
| 3.  | „Adaptation”                 | Tesfaye, Schofield, Balshe, Quenneville, Gordon Sumner                                                   | Danny Boy Styles, The Weeknd, Quenneville                              | 4:43    |
| 4.  | „Love in the Sky”            | Tesfaye, Schofield, Balshe, Quenneville, Richard Munoz                                                   | Danny Boy Styles, The Weeknd, Quenneville                              | 4:27    |
| 5.  | „Belong to the World”        | Tesfaye, Schofield, Balshe, Quenneville, Beth Gibbons, Geoff Barrow                                      | Danny Boy Styles, The Weeknd, Quenneville                              | 5:07    |
| 6.  | „Live For” (featuring Drake) | Tesfaye, Aubrey Graham, Schofield, Balshe, Quenneville                                                   | Danny Boy Styles, The Weeknd, Quenneville                              | 3:44    |
| 7.  | „Wanderlust”                 | Tesfaye, Schofield, Balshe, Quenneville, Munoz, Joseph Bostani, Selfia Musmin, Albert Tamaela            | Danny Boy Styles, The Weeknd, Quenneville                              | 5:06    |
| 8.  | „Kiss Land”                  | Sébastien Tellier, Tesfaye, Jack Holkeboer, Schofield, Quenneville                                       | Silkky Johnson, The Weeknd, Danny Boy Styles, Quenneville              | 7:35    |
| 9.  | „Pretty”                     | Tesfaye, Schofield, Brandon Hollemon, Quenneville, Ricky Hilfiger                                        | Danny Boy Styles, The Weeknd, Quenneville, Brandon "Bizzy" Hollemon    | 6:15    |
| 10. | „Tears in the Rain”          | Tesfaye, Schofield, Balshe, Quenneville                                                                  | Danny Boy Styles, The Weeknd, Quenneville                              | 7:26    |
|     |                              | |                                                                        | 55:38   |

## Twórcy
Opracowano na podstawie materiału źródłowego.
| - The Weeknd – produkcja muzyczna, producent wykonawczy, śpiew - La Mar C. Taylor – zdjęcia - DannyBoyStyles – realizacja nagrań (1-7, 9, 10) - Jason "DaHeala" Quenneville – realizacja nagrań 4, 5, 8, 9) - Manny Marroquin – miksowanie (1-4, 6, 7, 9, 10) - Mark "Spike" Stent – miksowanie (5, 8) - Chris "Tek" O'Ryan – inżynieria dźwięku (4, 6, 10) - Goggs – inżynieria dźwięku (1, 2, 3, 5, 7, 8, 9) |  | - Jason "DaHeala" Quenneville – inżynieria dźwięku (1, 2, 3, 7, 10) - Chris Galland – asystent inżyniera dźwięku (1-4, 6, 7, 9, 10) - Delbert Bowers – asystent inżyniera dźwięku (1-4, 6, 7, 9, 10) - Geoff Swan – asystent inżyniera dźwięku (5, 8) - Matty Green – asystent inżyniera dźwięku (5, 8) - Tony W. Sal – management - Joe LaPorta – mastering |

## Notowania i certyfikaty
| Lista przebojów (2013)             | Najwyższa pozycja |
| ---------------------------------- | ----------------- |
| Australia (ARIA Charts)            | 30                |
| Belgia (Ultratop Flandria)         | 50                |
| Belgia (Ultratop Walonia)          | 41                |
| Dania (Album Top-40)               | 6                 |
| Francja (SNEP)                     | 93                |
| Holandia (MegaCharts)              | 52                |
| Irlandia (IRMA)                    | 58                |
| Kanada (Billboard Canadian Albums) | 2                 |
| Niemcy (Media Control Charts)      | 93                |
| Norwegia (VG-Lista)                | 25                |
| Stany Zjednoczone (Billboard 200)  | 2                 |
| Szwajcaria (Alben Top 100)         | 62                |
| Szwecja (Sverigetopplistan)        | 60                |
| Wielka Brytania (OCC)              | 12                |

| Kraj                     | Certyfikat    | Sprzedaż |
| ------------------------ | ------------- | -------- |
| Kanada (Music Canada)    | Złota płyta   | 40 000+  |
| Stany Zjednoczone (RIAA) | Złota płyta   | 500 000+ |
| Wielka Brytania (BPI)    | Srebrna płyta | 60 000+  |